# Psaliodes nodosa
Psaliodes nodosa là một loài bướm đêm trong họ Geometridae.